# Internationale Gesellschaft für sozialistische Studien
Die Internationale Gesellschaft für sozialistische Studien (IGSS) (International Society for Socialist Studies) war von 1956 bis etwa 1960 ein linkssozialistischer Zusammenschluss für Gedankenaustausch und internationalen Kontakt in der Tradition der britischen Fabier. Erklärtes Ziel war die Neubelebung des sozialistischen Denkens jenseits der beiden Machtblöcke.

## Strategie, Positionen, Scheitern
Die IGSS gilt laut Christoph Jünke als erste Organisation der Neuen Linken. Sie wurde im März 1956 auf Initiative des britischen Historikers George Douglas Howard Cole in Paris gegründet. Cole wurde zum Präsidenten gewählt, Vizepräsident war der französische Historiker Ernest Labrousse, einer der Sekretäre Michel Rocard. Bei der Pflege der Kontakte zwischen den verschiedenen nationalen IGSS-Sektionen, spielte der niederländische Publizist Frits Kief eine wichtige Rolle. Eine deutsche Sektion konstituierte sich am 21. und 22. Oktober 1956 in Wolfsburg, Vorsitzender wurde Viktor Agartz. Neben anderen Linkssozialisten war auch Gerhard Gleißberg Vorstandsmitglied der deutschen Sektion, die publizistische von der Anderen Zeitung unterstützt wurde.
Dem IGSS-Ziel sollten Produktion und Verbreitung von Flugschriften als Basis der gemeinsamen Diskussion zur Erarbeitung eines zeitgenössischen sozialistischen Grundsatzprogramms dienen. Sozialismus verstand die IGSS als internationale Bewegung, die die rassistische und nationale Diskriminierung, Kolonialismus und Imperialismus ablehnte. Sozialismus sei mehr als Wohlfahrtsstaat und ziele auf die völlige Beseitigung der Klassenunterschiede, die Zusammenarbeit der Völker und die Errichtung einer klassenlosen Gesellschaft. Sozialisten seien Gegner des Krieges und aller Machtblöcke. Die erste Publikation der deutschen IGSS-Sektion war die Broschüre Ein neues Bekenntnis zum Weltsozialismus ihres Präsidenten G.D.H. Cole. Es folgten Broschüren von Leo Kofler und Viktor Agartz.
Die Diskussionszusammenhänge zerfielen schon nach wenigen Jahren, die IGSS-Programmatik war zu allgemein, die Interessen der unterschiedlichen Sektionen (in den Niederlanden gab es zwei mit unvereinbaren Positionen) waren zu unterschiedlich. Zuerst scheiterte die IGSS in Westdeutschland. Schon die Gründung der deutschen Sektion hatte im Schatten des KPD-Verbotes vom 17. August 1956 gestanden, zudem gab es starke Vorbehalten von Linkssozialisten wie Fritz Lamm und anderen Autoren der Zeitschrift Funken, die ihre Einflussmöglichkeiten in der SPD nicht gefährden wollten und die organisatorische Nähe zu Viktor Agartz mieden. Nach dem Landesverrat-Prozess gegen Agartz im Jahre 1957, der ihn trotz Freispruchs zur persona non grata der westdeutschen Innenpolitik gemacht hatte, stellte die deutsche Sektion ihre Aktivität ein. G. D. H. Cole starb 1959, damit hatte die IGSS ihre zentrale Integrationsfigur verloren und zerfiel Anfang der 1960er Jahre.